# Afranthidium carduele
Afranthidium carduele är en biart som först beskrevs av Morawitz 1876.  Afranthidium carduele ingår i släktet Afranthidium och familjen buksamlarbin. Inga underarter finns listade i Catalogue of Life.